# Niederösterreichische Weinkönigin

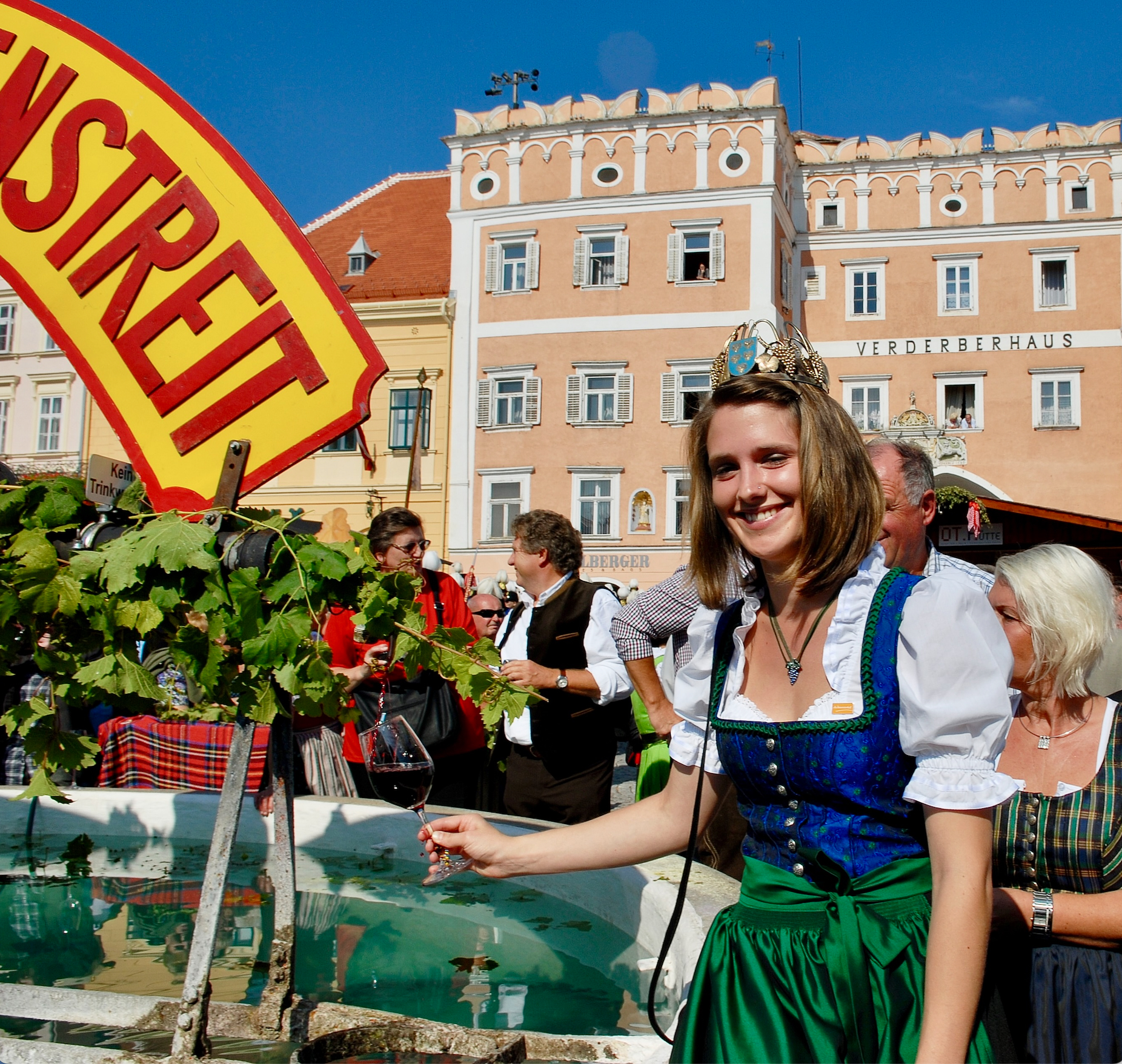
Die Niederösterreichische Weinkönigin Elisabeth II. beim Retzer Weinlesefest, 2011. Am goldenen Krönchen befindet sich stirnseitig das Landeswappen von Niederösterreich.

Die Niederösterreichische Weinkönigin ist bei ihren öffentlichen Auftritten die Repräsentantin des Weinlandes Niederösterreich.

## Geschichte und Anforderungen
1955 wurde die erste Niederösterreichische Weinkönigin gekrönt. Seit diesem Jahr unterstützt der Niederösterreichische Weinbauverband die Ausrichtung der Wahl und die Einsatzkoordination der Weinhoheiten bei Veranstaltungen rund um den niederösterreichischen Wein. Die Niederösterreichische Weinkönigin wird für jeweils zwei Jahre von einer Expertenkommission gewählt.
Anforderungen für das Amt sind persönlicher Kontakt zum Weinbau, hohe Fachkompetenz sowie professionelles Auftreten. Die Aufgaben einer Niederösterreichischen Weinkönigin sind vielfältig, wobei die Präsentation des niederösterreichischen Weins im In- und Ausland im Vordergrund steht. Kommentierte Weinverkostungen, Fachvorträge, Auftritte bei Fachveranstaltungen und Eröffnungen von Weinveranstaltungen zählen zu den Hauptaufgaben. Die Weinkönigin trägt mit ihren Auftritten dazu bei, das Image des niederösterreichischen Weins bei Experten und Konsumenten zu optimieren und die Nachfrage nach niederösterreichischen Weinen zu steigern. Derzeit wird die niederösterreichische Weinkönigin von zwei Vize-Weinköniginnen unterstützt. Diese absolvieren rund 200 Einsätze pro Jahr.
Im Amt der Österreichischen Weinkönigin wechseln einander die Niederösterreichischen und Burgenländischen Weinköniginnen – im Anschluss an deren Amtsperioden auf Landesebene – jährlich ab.

## Outfit
Es war eine jahrzehntelange Tradition, dass Weinköniginnen in Österreich stets mit Dirndl und Krönchen auftraten. Im Jahr 2024 leiteten die Weinköniginnen in Niederösterreich mit ihrem Antritt eine neue Ära der Repräsentation ein: „Wir sind in der Moderne angekommen“. Das waren die Eingangsworte von ORF-Moderatorin Birgit Perl bei der Krönungszeremonie der Niederösterreichischen Weinkönigin. Statt in einem Dirndl waren die Weinhoheiten, und zwar die neu gewählte Niederösterreichische Weinkönigin Laura Hummel und die Niederösterreichischen Vize-Weinkönginnen sowie die Österreichische Weinkönigin Sophie Hromatka, in bunten „Business-Anzügen“ gekommen.

## Bisherige Weinköniginnen
- 1955–1957:0 Eleonore Selitsch (verh. Fruhstuck), Königsbrunn am Wagram († 2018)[6]
- 1957–1959:0 Elfriede Breinschmid, Baden bei Wien
- 1959–1961:0 Erika Zauner, Engabrunn
- 1961–1963:0 Monika Feichtenhofer, Großkadolz
- 1963–1965:0 Erika Lethmayer, Rohrendorf bei Krems
- 1965–1967:0 Elfriede Zöch (verh. Mattes), Schalladorf
- 1967–1969:0 Gertraud Schneeweiß (verh. Zarl), Weißenkirchen
- 1969–1971:0 Anneliese Pröstler (verh. Diem), Jetzelsdorf
- 1971–1973:0 Gertraud Graf, Oberwaltersdorf
- 1973–1975:0 Theresia Ritter, Stratzing
- 1975–1976:0 Herta Hintermayer, Gösing am Wagram[7]
- 1976–1977:0 Dagmar Kail, Dürnstein[7]
- 1977–1979:0 Elisabeth Alphart, Traiskirchen
- 1979–1981:0 Ilse Zederbauer, Furth
- 1981–1983:0 Angela Stransky, Zellerndorf
- 1983–1985:0 Eva Spatt, Eibesbrunn
- 1985–1987:0 Andrea Riedl, Grafenwörth
- 1987–1989:0 Christa Gruber, Fahndorf
- 1989–1991:0 Sonja Schönauer, Pillersdorf[8]
- 1991–1993:0 Doris Pammer, Höbenbach
- 1993–1995:0 Regina Mayr (verh. Bauer-Mayr), Seebarn am Wagram
- 1995–1997:0 Romana Maria Haindl, Wolkersdorf im Weinviertel
- 1997–1999:0 Waltraud Tögl, Poysdorf
- 1999–2001:0 Anita Krammer, Stützenhofen
- 2001–2003:0 Margit Kalser, Poysdorf
- 2003–2005:0 Karin Schildberger, Getzersdorf
- 2005–2007:0 Liane Blauensteiner, Ottenthal
- 2007–2009:0 Simone Jordan, Pulkau
- 2009–2011:0 Barbara Resch, Krems
- 2011–2013:0 Elisabeth Hirschbüchler, Obersdorf
- 2013–2015:0 Tanja Dworzak, Deinzendorf
- 2015–2017:0 Christina Hugl, Stützenhofen
- 2017–2019:0 Julia Herzog, Bad Vöslau
- 2019–2022:0 Diana Müller, Krustetten
- 2022–2024:0 Sophie Hromatka, Oberwölbling
- 2024–2026:0 Laura Hummel, Niederschleinz